# Good Charlotte
Good Charlotte es una banda de pop punk estadounidense de Waldorf, Maryland que se formó en 1996, los miembros constantes de la banda han sido el vocalista Joel Madden, Benji Madden (guitarrista principal y vocalista de fondo), Billy Martin (guitarrista rítmico y tecladista) y Paul Thomas (bajista). Su último baterista es Dean Butterworth, quien ha sido miembro de la banda desde 2005.

## Historia
Good Charlotte comenzó tocando en bares pequeños. Pronto llamaron la atención de la banda pop punk, Lit. Poco después, Good Charlotte tocó en algunas fechas con la banda Blink-182, que acababa de lograr la fama internacional con su álbum, Enema of the State. Todo esto llamó la atención de los principales sellos discográficos, y Good Charlotte finalmente firmó con Epic Records en 1999.
En 2000, lanzaron su disco homónimo debut, Good Charlotte. Y100, Una estación de radio, ahora desaparecida en Filadelfia, estrenó "Little Things" antes de que fuera lanzado como un sencillo. Terminó siendo un gran éxito en la estación, tan grande que en la noche de "competencia Cage Match" en esa radio (donde las canciones nuevas se enfrentaron entre sí y oyentes pudieran votar en las que era mejor), "Little Things" ganó quince noches consecutivas.
Good Charlotte también obtuvo un gran impulso y la popularidad de "Little Things" desempeñado por la estación de radio de Washington, 99,1 WHFS. 
"Little Things" más tarde fue lanzado como sencillo en 2001, y alcanzó el #23 en los EE. UU. en Billboard Modern Rock Tracks. En la segunda mitad del año, tres sencillos fueron lanzados del álbum, "The Motivation Proclamation", "The Click" y "Festival Song".

### The Young And The Hopeless(2002-2003)
The Young and the Hopeless salió en 2002, marcó a la banda en la popularidad. Su exitoso sencillo, "Lifestyles of the Rich & Famous", llegó en las listas de pop y rock alrededor del mundo. Los sencillos que fueron lanzados del álbum incluyeron "The Anthem", "Girls & Boys", "The Young And The Hopeless" y "Hold On", sencillos que también fueron exitosos. La banda citó a Green Day, Blink-182, The Offspring, Sum 41, NOFX y Social Distortion como influencias para el álbum.
El álbum finalmente recibió triple de platino (por tres millones de ventas) de RIAA. Durante el curso del éxito del álbum, Good Charlotte hizo apariciones en Saturday Night Live, CNN y The Today Show, las portadas de Rolling Stone y Alternative Press, y también en The New York Times. También se convirtieron populares en MTV, dónde sus videos fueron mostrados en canales MTV y MTV2. "Lifestyles of the Rich & Famous" recibió el premio "Viewers Choice Award" en los MTV Video Music Awards de 2002.
La banda contrató a varios bateristas para la grabación del álbum, lanzamiento y tour de The Young and the Hopeless por el exbaterista, Aaron Escolopio, que dejó la banda antes de su lanzamiento para unirse a la banda de su hermano, Wakefield. En 2005, la banda agregó a Chris Wilson como baterista, fue presentado a la banda a través de amigos de The Used. También en 2003, la banda hizo un cameo en el vídeo King Gordy para "Nightmares".

### The Chronicles of Life and Death(2004-2006)
El tercer álbum de Good Charlotte, The Chronicles of Life and Death, fue lanzado en el 2004. El álbum recibió reacciones mixtas de la prensa de música y de los fanes de Good Charlotte. El álbum ha sido ampliamente considerado como un punto de partida de sus dos álbumes anteriores, mezclando nuevos elementos como los temas líricos en sonido joven de Good Charlotte. Los sencillos lanzados del álbum incluyen los dos éxitos "Predictable" y "I Just Wanna Live", cómo también "The Chronicles of Life and Death" y "We Believe". El único sencillo de The Chronicles of Life and Death que llegó a la lista de U.S. Hot 100 fue el éxito "I Just Wanna Live". Todos los sencillos lanzados del álbum fueron al top 30 en Reino Unido, excepto por "We Believe".
En mayo de 2005, después de muchas especulaciones de los fanes, fue oficialmente confirmado que Chris Wilson había dejado la banda por razones de salud. Benji también le dijo a Kerrang! que, para él: 

"Chris dejando la banda fue la peor parte del 2005."

Chris luego se unió a la banda pop/rock The Summer Obsession, pero por su separación en el 2007, actualmente toca la batería en Allegiance To The Fire.
En el Tour Noise to the World, que actúa con Simple Plan y Relient K, la banda reclutó a Dean Butterworth (quién previamente había tocado para Morrissey) como el baterista temporal de la banda. Después, en marzo de 2008, Butterworth fue confirmado como el baterista permanente de la banda.
Benji Madden ha afirmado en entrevistas que siente que este disco no fue exitoso como el anterior por ser "muy egoísta".

### Good Morning Revival(2007-2008)
Good Morning Revival es el cuarto álbum por Good Charlotte seguido de su anterior álbum, The Chronicles of Life and Death. Fue oficialmente lanzado en marzo de 2007, con la fecha precisa variando por país. Good Morning Revival debutó en el top 10 de trece países en el mundo incluyendo Estados Unidos, dándole a la banda sus más altos cargos de éxitos internacionales hasta el momento. A medianoche, el 23 de enero de 2007, el álbum fue hecho disponible para preventa en iTunes. Cuando hubo la preventa, el sencillo, "The River" fue descargado inmediatamente, mientras el resto del álbum fue hecho para descargarse en la fecha de lanzamiento. La preventa en iTunes venía con exclusivos bonus tracks acústicos.
El primer sencillo del álbum, "The River", con el cantante de Avenged Sevenfold, M. Shadows y el guitarrista Synyster Gates, apareció en línea el 4 de enero de 2007 y fue lanzado como el primer sencillo del álbum en Norteamérica. El vídeo musical para "The River" fue agregado para los canales de Reino Unido, Kerrang y Scuzz en 13 de abril de 2007. La canción llegó al número 108. "Keep Your Hands off My Girl" se enlistó en UK Singles en el número 36 la primera semana de su lanzamiento a través de descargas y llegó al número 23 cuando fue lanzado en tiendas. El segundo sencillo lanzado en Norteamérica fue "Dance Floor Anthem (I Don't Want to Be in Love)", con el cual la banda hizo un gran éxito, estando en once listas diferentes de Billboard y llegando al número 2 en Australia. El video "Keep Your Hands Off My Girl" fue certificado oro por MTV International. Fue escuchada 3000 veces en casi cuatro continentes durante la primera mitad de 2007. El 1 de enero de 2008, Good Charlotte estuvo en el programa de Tila Tequila, protagonizando Dance Floor Anthem.
La banda hizo en USA y en televisión internacional distintas apariciones para apoyar el álbum. Primero, Good Charlotte apareció en The Tonight Show con Jay Leno el 9 de abril de 2007, the Outdoor Stage en Jimmy Kimmel Live el 11 de abril, y en The Late Show con Craig Ferguson el 27 de abril. Joel y Benji Madden, el cantante de Good charlotte y el guitarrista, hicieron como anfitriones MTV Video Music Awards australiano con Fergie el 29 de abril de 2007, dónde la banda ganó "Viewers Choice Australia" por "Keep Your Hands Off My Girl". En agosto de 2007, la banda abrió el tour de Justin Timberlake, FutureSex/LoveShow. En 2008, Good Charlotte apareció en Three 6 Mafia en su nuevo CD Last 2 Walk llamado "My Own Way".
El 25 de noviembre de 2008, "Greatest Remixes" fue lanzado. Este álbum de compilación incluye 15 canciones de los álbumes anteriores de Good Charlotte remixado por artistas como Metro Station, Junior Sánchez, The Academy Is..., Patrick Stump de Fall Out Boy y The White Tie Affair con Mat Devine de Kill Hannah.

### Cardiology(2009-2010)
El quinto álbum de Good Charlotte fue lanzado el 2 de noviembre de 2010. Por un programa de MTV, Joel Madden dijo que el sonido sería como el de Blink-182. Joel Madden dijo en la misma entrevista que "no hay nada de baile en el álbum, para nada, que es diferente al último," refiriéndose a Good Morning Revival. El 3 de diciembre de 2008, la revista Kerrang! anunció que Good Charlotte estaría lanzando su quinto álbum de estudio, Cardiology en el 2009. El título, de acuerdo con Joel, viene del contenido lírico del álbum, que explicó "está todo conectado al corazón". Madden también agregó que habían escrito 20 canciones para el nuevo álbum, y que se apunta a sus raíces pop-punk.
La banda frecuentemente usó el Twitter durante el proceso, dándoles a los fanes noticias. En julio de 2009, Joel Madden mencionó que estaban cerca del listado de canciones del álbum. El 9 de agosto de 2009, Benji Madden mencionó en su Twitter que no habían grabado pero tenían las canciones. El 25 de agosto de 2009, Benji anunció en la web oficial de Good Charlotte que la banda estaría en las últimas etapas del listado de canciones y de grabar el álbum. El álbum comenzó siendo producido por Howard Benson, quién es conocido por el álbum de My Chemical Romance, Three Cheers for Sweet Revenge, y el álbum de The All-American Rejects, Move Along. De todas formas, la banda no se sintió bien con el sonido del álbum porque Howard Bensons se enfocó en hacerlo un éxito comercial. El 24 de enero de 2010, Good Charlotte anunció que habían terminado el álbum, pero iban a borrarlo completamente con un productor nuevo, Don Gilmore, quién produjo su primer y cuarto álbumes.
Good Charlotte lanzó su primer sencillo "Like It's Her Birthday" de su álbum el 24 de agosto de 2010. La banda posteó la canción en línea el 5 de agosto de 2010, y escribieron en su web que sí el video en YouTube recibía más de 100 000 vistas, postearían otra canción del álbum. El vídeo alcanzó las 100 000 vistas el 15 de agosto de 2010, y la banda lanzó "Counting the Days" como video en su canal de YouTube. En el vídeo musical para "Like It's Her Birthday" aparece el cantante de The Maine John O'Callaghan y el guitarrista Kennedy Brock y el cantante de Boys Like Girls Martin Johnson y el guitarrista Paul DiGiovanni y Tony Lovato de Mest. "Like It's Her Birthday" está disponible como una pista libre en "Tap Tap Revenge 3".
El 13 de septiembre de 2010 se anunció que Good Charlotte estaría en la gira 2011 Kerrang! Relentless Tour. El 25 de octubre de 2010, el álbum fue lanzado en la página oficial de MySpace de la banda.
El 5 de noviembre de 2010, el antiguo sello discográfico de Good Charlotte, Sony Music, lanzó Greatest Hits, con 16 canciones de los cuatro álbumes de estudio de la banda lanzados en ese sello. El segundo sencillo anunciado en su página web, será "Sex On The Radio".

### Hiato(2011-2015)
Good Charlotte anuncio en el 2011 su separación, o como se le dijo en aquellos años, se tomaron un hiato indefinido. Lo confirmó el guitarrista de la banda, Benji Madden, a la revista Rolling Stone. Él declaró:

“queremos alejarnos de toda la locura que significa hacer discos y girar constantemente. Ahora queremos sencillamente pasarla bien y ser creativos como cuando teníamos 15 años”.

Los integrantes también quisieron tomarse un tiempo para pasarlo con sus familias. Benji y Joel Madden realizaron un proyecto que se llama "Before The Fame: The Madden Brothers", un mix tape que se publicó el 1 de octubre de 2011 y donde los Madden dieron a conocer una serie de nuevos artistas como Machine Gun Kelly y Rockie Fresh. Joel Madden a modo de resumen sobre el pasado y futuro de su carrera dijo que “ahora mismo lo estamos pasando de muerte con todos estos nuevos artistas en nuestro estudio. Esto es tan solo por diversión. La mix tape se podrá conseguir gratis, no tenemos detrás una industria a la que poner gasolina, no hay ninguna presión y damos la gracias a nuestro sello EMI por dejarnos hacer lo que queramos”.
En diciembre de 2011 se le preguntó a Joel Madden si habría un sexto álbum de Good Charlotte y el contestó: "Estamos un poco itchy. Hemos dicho que no vamos a hacer otro disco hasta que lo digamos en serio. Así pues, estamos esperando que venga y lo hará ... Good Charlotte, que es más que una banda, sin embargo, siempre estaremos juntos ".

### Regreso,Youth AuthorityyGeneration Rx(2015-2024)
El 3 de noviembre de 2015 la banda anuncio en Alternative Press que habían regresado como banda. El 5 de noviembre publicaron el primer sencillo de su próximo álbum, Makeshift Love. La banda actuó por primera vez desde su regreso el 19 de noviembre de 2015 en el The Troubadour en West Hollywood, California.
El grupo está listo para lanzar su sexto álbum de estudio, Youth Authority, el 15 de julio de 2016, con apariciones de Kellin Quinn de Sleeping With Sirens y Simon Neill de Biffy Clyro. La fecha de lanzamiento del álbum fue anunciado el 30 de marzo, junto con el título del álbum y el arte, días más tarde.

### Motel Du Cap(2025-presente)
El 16 de mayo de 2025, en Welcome to Rockville en Daytona Beach, Florida, Joel Madden anunció que lanzarían un nuevo álbum este año y que saldrían de gira. El 16 de junio de 2025, la banda anunció su octavo álbum de estudio Motel Du Cap, cuyo lanzamiento estaba previsto para el 8 de agosto.

## Estilo musical
Good Charlotte ha sido descrita principalmente como una banda de pop-punk. La banda también ha sido descrita como rock alternativo, emo, punk rock, pop rock, skate punk, y emo pop. Según el escritor Bruce Britt, Good Charlotte combina «la furia agresiva del skate-punk, la melodiosidad del pop y la sensibilidad espeluznante y maquillada del gótico de los 80». Según el director de programación Robert Benjamin, Benji Madden le dijo que Good Charlotte «quería ser una combinación de los Backstreet Boys y Minor Threat». Benji era fan de la banda punk Social Distortion, mientras que su hermano Joel estaba interesado en bandas como The Smiths y The Cure. Good Charlotte cita a Beastie Boys, Minor Threat, The Clash, Sex Pistols, Rancid y Green Day como sus influencias.

## Activismo
Billy Martin es vegetariano, aunque algunos notan que ser simplemente vegetarianos no constituyen al activismo. Joel Madden reportó ser vegetariano pero se le ha visto comiendo carne en forma de hamburguesas, hotdogs en su giras, pero nunca fue algo definitivo esta afirmación. Benji Madden ganó un premio de PETA por ser el vegetariano del año. En el pasado activamente apoyaron a campañas de PETA. Los miembros de la banda grabaron una canción, "Lifestyles of the Rich and Famous", en el CD de liberación de PETA y apareció en la gala número 25 de PETA y en los premios humanitarios. Los miembros de la banda también se han demostrado contra el trato de pollos.
Los gemelos han posado por YouthAIDS "Aldo Fights AIDS". Aparecen cara a cara con sus brazos cruzados.

## Miembros
Miembros Actuales
- Joel Madden - primera voz (1996-presente), teclados (1996-1998)
- Benji Madden - primera guitarra, segunda voz (1996-presente)
- Billy Martin - segunda guitarra, teclados (1998-presente)
- Paul Anthony Thomas - bajo (1996-presente)
- Dean Butterworth - batería, percusión (2005-presente)

Miembros anteriores
- Aaron Escolopio – batería, percusión (1996–2001)
- Chris Wilson – batería, percusión (2002–2005)

Miembros de tour y sesiones
- Dusty Brill – batería en vivo, percusión (2001)
- Cyrus Bolooki – batería en vivo, percusión (2004)
- Josh Freese – batería, percusión en The Young and the Hopeless (2002)
- Robin Eckman – batería en vivo, percusión (2005)
- Derek Grant – batería en vivo, percusión (2005) – Tocó en MuchMusic Intímo e Interactivo durante el tour promocional de The Chronicles of Life and Death

## Discografía
Álbumes de estudio
- 2000: Good Charlotte
- 2002: The Young and the Hopeless
- 2004: The Chronicles of Life and Death
- 2007: Good Morning Revival
- 2010: Cardiology
- 2016: Youth Authority
- 2018: Generation Rx
- 2025: Motel Du Cap